# Gerhardus Havingha
 Gerhardus Havingha, ook wel Gerard Havinga, (Groningen, gedoopt 15 november 1696 – Alkmaar, begraven rond 3 maart 1753) was een Nederlands organist en beiaardier.
Hij was zoon van Peter/Petrus Havingha en Willemina Westerborg, zij lieten hem in de Grote kerk dopen. Hij trouwde in 1722 in Appingedam met Eva Lijsinga.
Hij kreeg zijn opleiding van zijn vader, jaren de organist van de Martinikerk. Vanaf 1718 was Gerardus werkzaam in Appingedam (een van de vroegere versies van de Nicolaaskerk) en vanaf 1722 in de Grote of Sint-Laurenskerk in Alkmaar. Het jaar daarop liet Havingha het kerkorgel ombouwen naar een Noordduits ontwerp van Franz Caspar Schnitger. Hierop kwamen protesten en Havingha verantwoordde zijn keus in zijn Oorspronk en voortgang der orgelen, met de voortreffelijkheid van Alkmaars groote orgel (1727), hetgeen de discussie alleen maar verhardde (Nederlands traditie ten opzichte van de Noordduitse orgelbouw). Door deze kwestie kwam zijn baan als muziekmeester van Alkmaar (Collegium Musica) in gevaar, maar hij hield voldoende steun om die baan voort te kunnen zetten. De kwestie leidde zelfs in de 21e eeuw tot een discussie of de aangebrachte wijzigingen daadwerkelijk een verbetering waren. De aanpassingen betroffen voornamelijk een verbetering van het pedaalwerk; terwijl de klank juist werd gedempt.
Van zijn hand verscheen ook een aantal werken, maar er is slechts weinig bewaard gebleven. Een aantal van de bewaarde werken kan teruggevonden worden in een bundel van Acht suites voor klavecimbel of spinet, in 1951 nog heruitgegeven door J.Watelet. Hij zou ook kamermuziek gecomponeerd hebben, maar daar is niets van terug te vinden. Hij leverde ook het boekwerk Korte en getrouwe onderrechtinge van de generaal bas (rond 1751) naar het origineel van David Kellner uit 1731, in dat boekwerk bevinden zich vermoedelijk nog twee sonates van Havingha.
Hij werd begraven in de Grote kerk in Alkmaar. Ter gelegenheid van het 700-jarig bestaan van Alkmaar in 1954 werd zijn zerk voorzien van de tekst Gerardus Havingha, stadsorganist 1696-1753. Zijn inzicht gaf het grote orgel zijn luister.
- Biblioteca Nacional de España: XX1772388
- Bibliothèque nationale de France: cb148312909 (data)
- Gemeinsame Normdatei: 129414115
- International Standard Name Identifier: 0000 0000 8360 8556
- Library of Congress Control Number: n87854106
- Nederlandse Thesaurus van Auteursnamen: 073356247
- Istituto Centrale per il Catalogo Unico: LO1V165887
- Virtual International Authority File: 17490680
- WorldCat: E39PBJjXp7q3rJqhKjhQ7rMVmd